# MARK IS みなとみらい

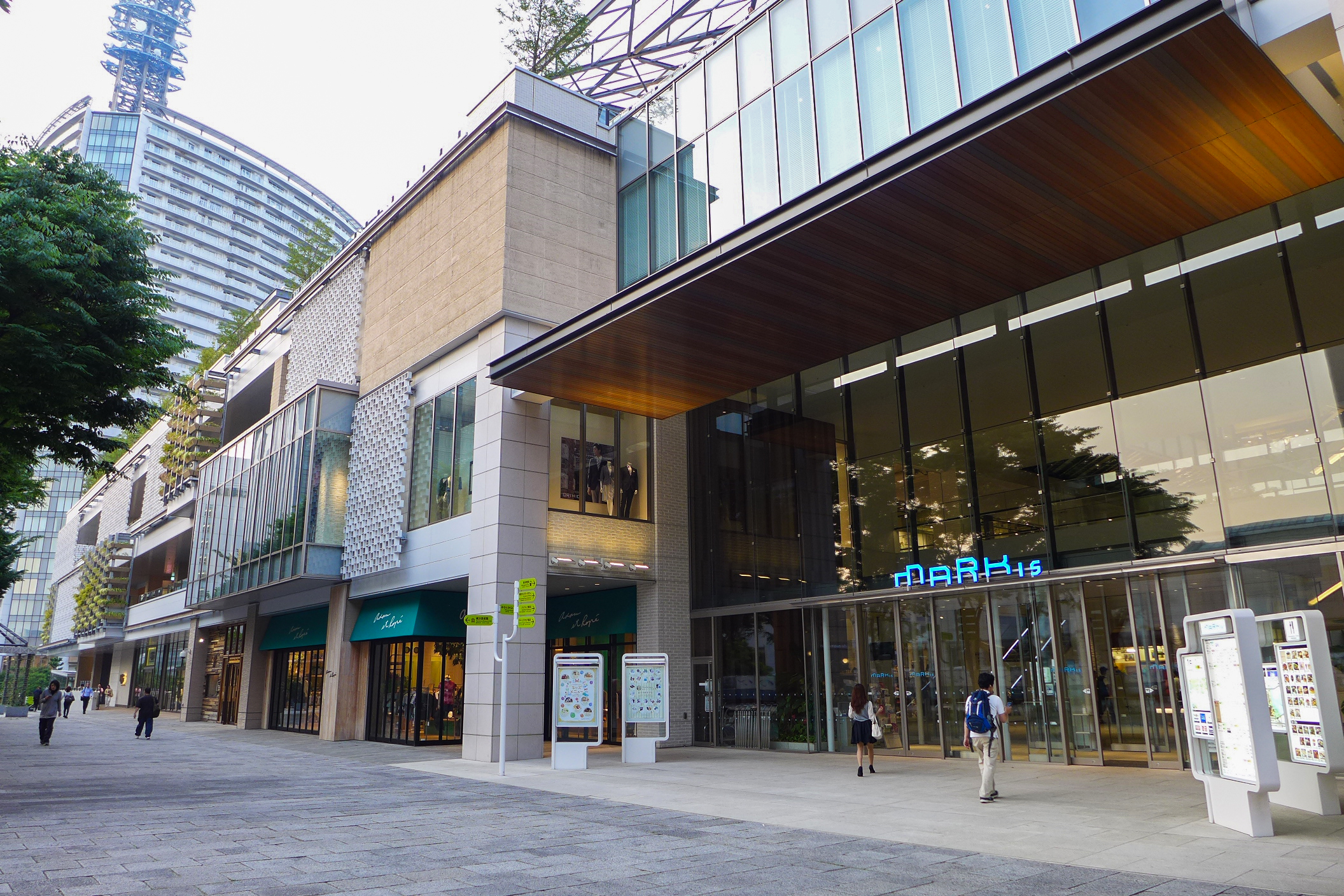
グランモール公園側にある出入り口（2015年5月）

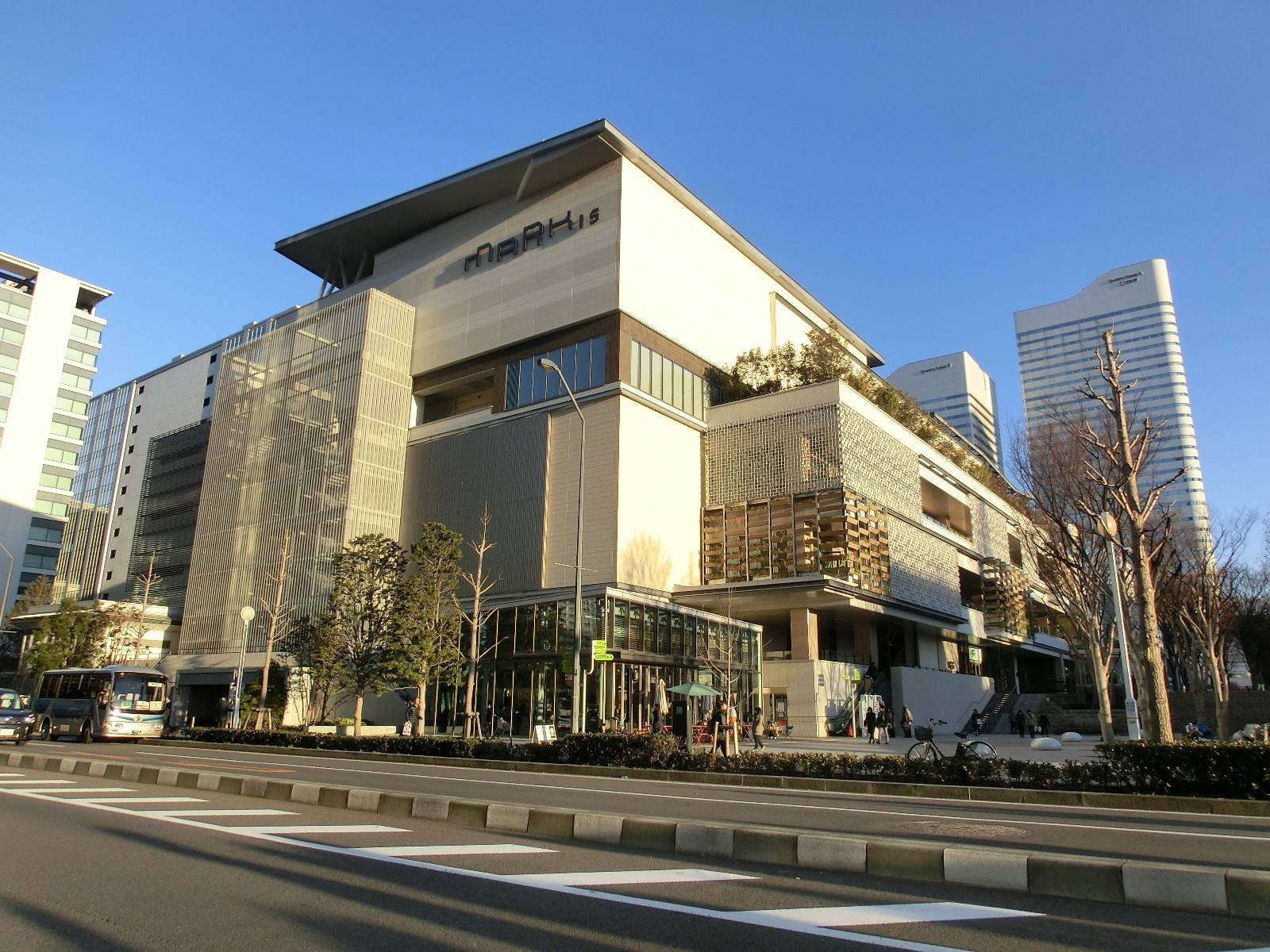
いちょう通り側（北側）の外観
（2014年1月）

MARK IS みなとみらい（マークイズみなとみらい）は、神奈川県横浜市西区みなとみらいに所在する三菱地所の大型商業施設。
本項では、施設内5階に併設されているローソン・ユナイテッドシネマ STYLE-S みなとみらいについても記述する（後節参照）。

## 概要
三菱地所グループが展開する商業施設基幹ブランド「MARK IS」の2号店で、2013年6月21日に開業した。グランモール公園を挟んで横浜美術館の目の前に位置しており、みなとみらい地区の34街区に該当する。
開発計画および施設名称決定までの経緯については、後節の「#開発計画と名称の決定」を参照のこと。
建物は地上6階建て・地下4階構造で、商業施設面積は約43,000m2となっている。同地区における商業施設としても最大規模を誇っており、みなとみらい駅とも地下4階で直結している。
同じく三菱地所グループが運営する「ランドマークプラザ」などとのiOS・Android向け共通ポイントアプリ「みなとみらいポイントアプリ」にも対応しており、アプリを所持していると駐車場1時間無料などのサービス特典がある。

## 歴史

### 開発計画と名称の決定
1983年、三菱重工業 横浜造船所跡地を三菱地所が取得。
2008年7月、三菱地所はみなとみらい34街区に商業施設と住宅を中心とした複合施設の計画「みなとみらい34街区プロジェクト」を公表。2009年度に着工し、2011年度に竣工する計画を示した。2008年12月には住民説明会を開催し、タワーマンション（50年間の定期借地）と商業施設からなる複合施設（駐車場も地下ではなく地上タワー型）の計画の詳細が公表された。しかし2009年6月、リーマン・ショックなどによる経済情勢の急激な悪化を受けテナントのめどが立たず、開発計画の先送りを発表した。
2010年9月、「（仮称）MM21地区34街区商業施設開発計画」として、住宅建設を取りやめ地上6階地下4階の商業施設に一本化した計画を再発表。これが当施設の計画で、2011年5月に着工した。
2012年12月、三菱地所グループが手がけるショッピングセンターの新基幹ブランド名「MARK IS（マークイズ）」と共に、当施設の名称を「MARK IS みなとみらい」とすることが発表された。

### 開業後
正式開業後3日目の6月23日まで6月18日と19日の内覧会を合わせて、来館者数は約40万人、売上額は約6億9000万円を記録した。初年度売上高目標の250億円も開業後1年内で達成する。大規模リニューアルを実施した2018年度には、過去最高の年商259億円（前年比4.9%増）、来館者数1445万人を超えた。
2015年2月に、ビルエネルギー管理システム (BEMS) の活用などによる周辺一体で効率的な省エネルギーに加え、屋上庭園やコミュニティサイクル支援などの地域貢献が評価され、日本政策投資銀行 (DBJ) の「DBJ Green Building認証」で五段階のうち最高ランク（五つ星）となる「国内トップクラスの卓越した『環境・社会への配慮』がなされたビル」の認証が付与された。
2018年に開業5周年を迎えることから、2017年度から2018年度にかけて全体の約2割以上に当たる総面積約11,500m2で大規模リニューアル（新オープン38店舗、リニューアル17店舗の計55店舗を一新）を実施している。
開業10周年を迎えた2023年6月21日には、1月から改装のため休業していた地下1階食料品売り場「食品館まいにちマルシェ」を新装オープン。さらに施設全体で全35店舗のリニューアルを行い、その締めくくりとして5階にローソン・ユナイテッドシネマ STYLE-S みなとみらいが2024年4月26日に開業した。

## 施設・店舗の特徴
施設のコンセプトは子育て中の家族からその親世代まで「3世代ファミリー」をターゲットにした「ライフエンターテインメントモール」。施設内には開業時点で、飲食・雑貨・ブティックなど新業態・県内初進出を含む189店舗が入っている。2012年9月に閉館した「横浜ジャックモール」から、トイザらスやスポーツオーソリティ、ダイソー、ノジマ、ABCマートが再出店を果たした。
各フロアごとに中核店舗や周辺住人・観光客など様々な客層に対応した特色のある店舗が配置されている。1階ファッションフロアではロンハーマンが新コンセプトストア「RHC Ron Herman」を出店している他、「BEAMS」などのセレクトショップも出店されている。この他、ユニクロが県内最大級の店舗を2階に出店している。
地下4階はコンビニなど各種店舗に加え、くまざわ書店や上島珈琲店を中心とした「BOOK & CAFE」、地下2階にはスポーツオーソリティやドラッグストア、地下1階にはフードウェイ（2023年の改装以前は京急ストアが出店）や地域の生活に根差した食品販売店などが並ぶ食品館「まいにちマルシェ」、3階にはトイザらス・ベビーザらス、ノジマ、遊び場を備えたキッズコーナーに加えベビーコーナー・授乳室なども設置している「ボーネルンド あそびのせかい」、4階にはフードコートやレストランの他、食文化・創エネに関連した無料体験イベントなども行う「東京ガス横浜ショールーム」を開設している。
5階・6階部分にはセガとBBC EARTHの共同による大自然を体感できる新業態のミュージアム「Orbi Yokohama」（オービィ横浜）が当施設のオープンから2か月後の2013年8月19日に開業したが、2020年12月末で閉館した。その跡地では屋内型アニマルテーマパーク「Moff animal world（モフ アニマルワールド）MARK IS みなとみらい店」が2021年4月27日から2022年5月15日までの約1年間、期間限定でオープンしていた（その後の跡地利用については後述）。
その他の特徴として、施設内には休憩スペースが多く設置されており、屋上（5階外）の「みんなの庭」には菜園や果物の収穫体験イベントなども開催している果樹園が設けられている。また、建物の1階に認可保育所「ポピンズナーサリースクールみなとみらい」（施設内から直接の行き来不可）を併設する。
2023年から翌2024年にかけて大規模リニューアルを実施。地下1階の食品館まいにちマルシェのリニューアルや店舗の一部入れ替えを行い、前述の通り5階部分のOrbi Yokohama跡地には2024年4月26日にローソン・ユナイテッドシネマ STYLE-S みなとみらいが開業した。

### フロア構成
- 5F：エンターテインメント（ローソン・ユナイテッドシネマ STYLE-S みなとみらい、みんなの庭）
- 4F：レストラン・ショールーム（みんなのフードコート/東京ガス横浜ショールーム）
- 3F：ファミリー&キッズ・雑貨
- 2F：デイリーカジュアル
- 1F：ファッション・ライフスタイル / GL：保育所（ポピンズナーサリースクール）
- B1：食品館 まいにちマルシェ（フードウェイ）
- B2：スポーツ・ドラッグ・サービス
- B4：BOOK & CAFE[注 2] / みなとみらい駅連絡口

各フロアの様子

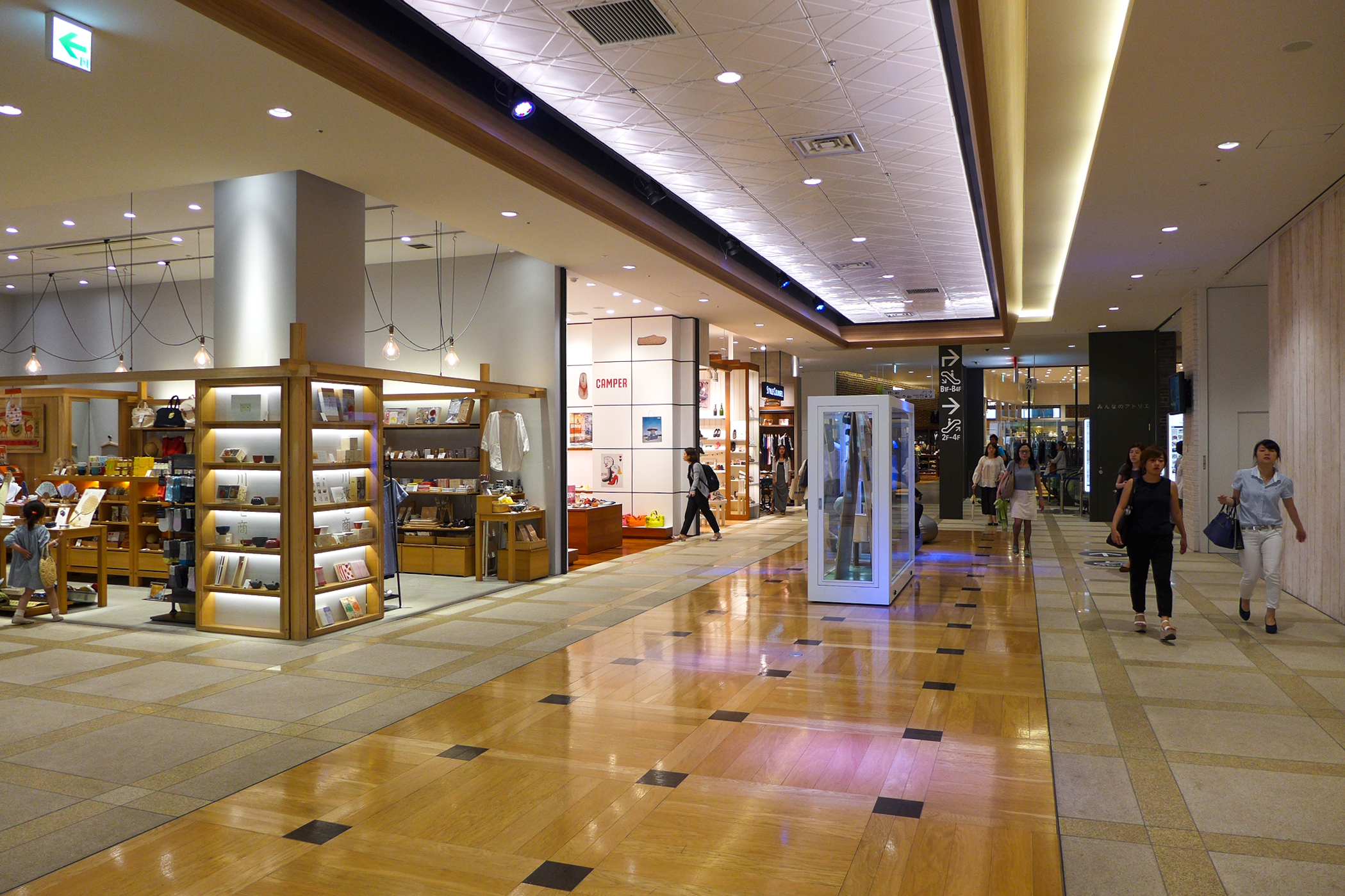
1F ファッション・ライフスタイル （2015年5月）
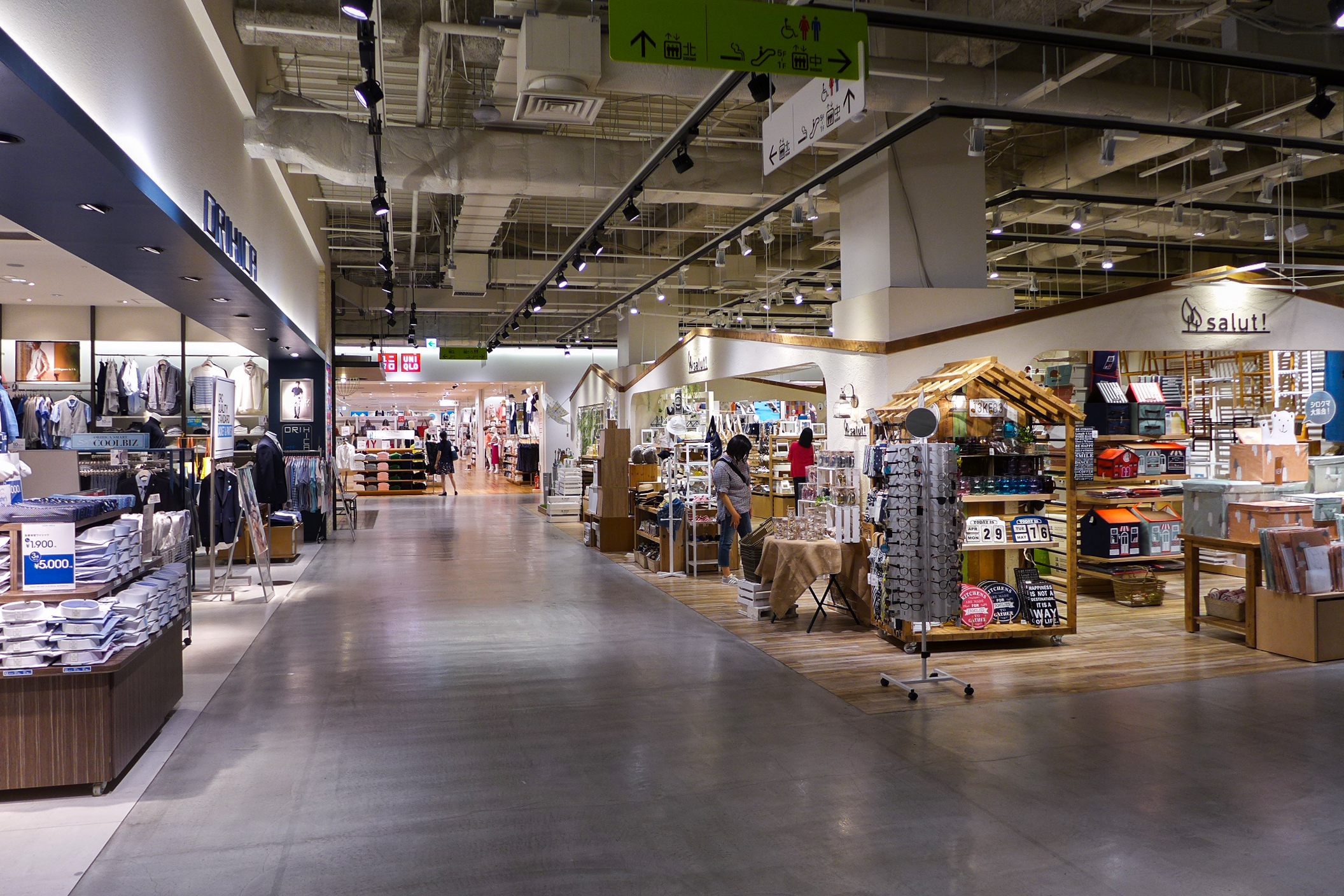
2F デイリーカジュアル （2015年5月）
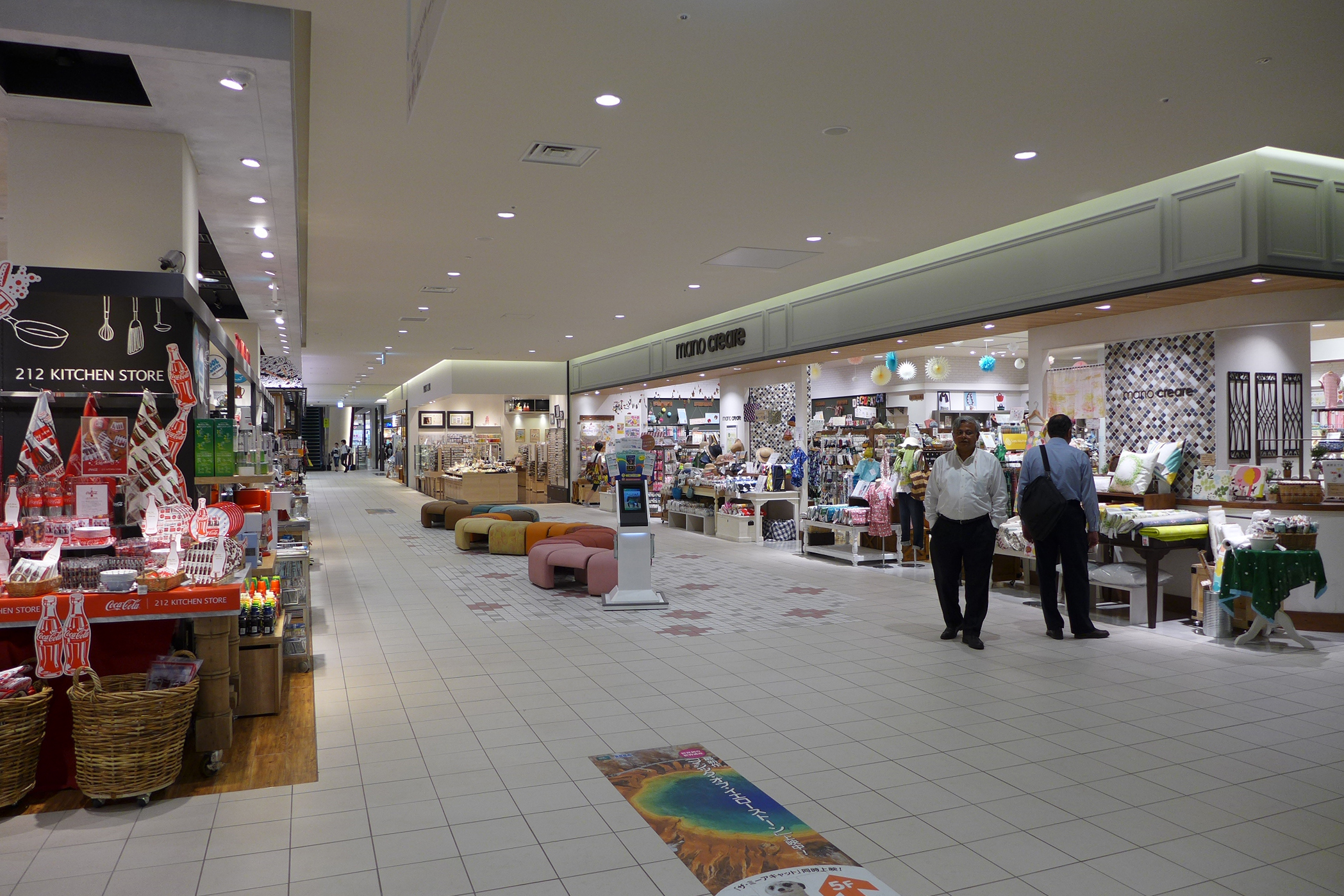
3F ファミリー&キッズ・雑貨 （2015年5月）
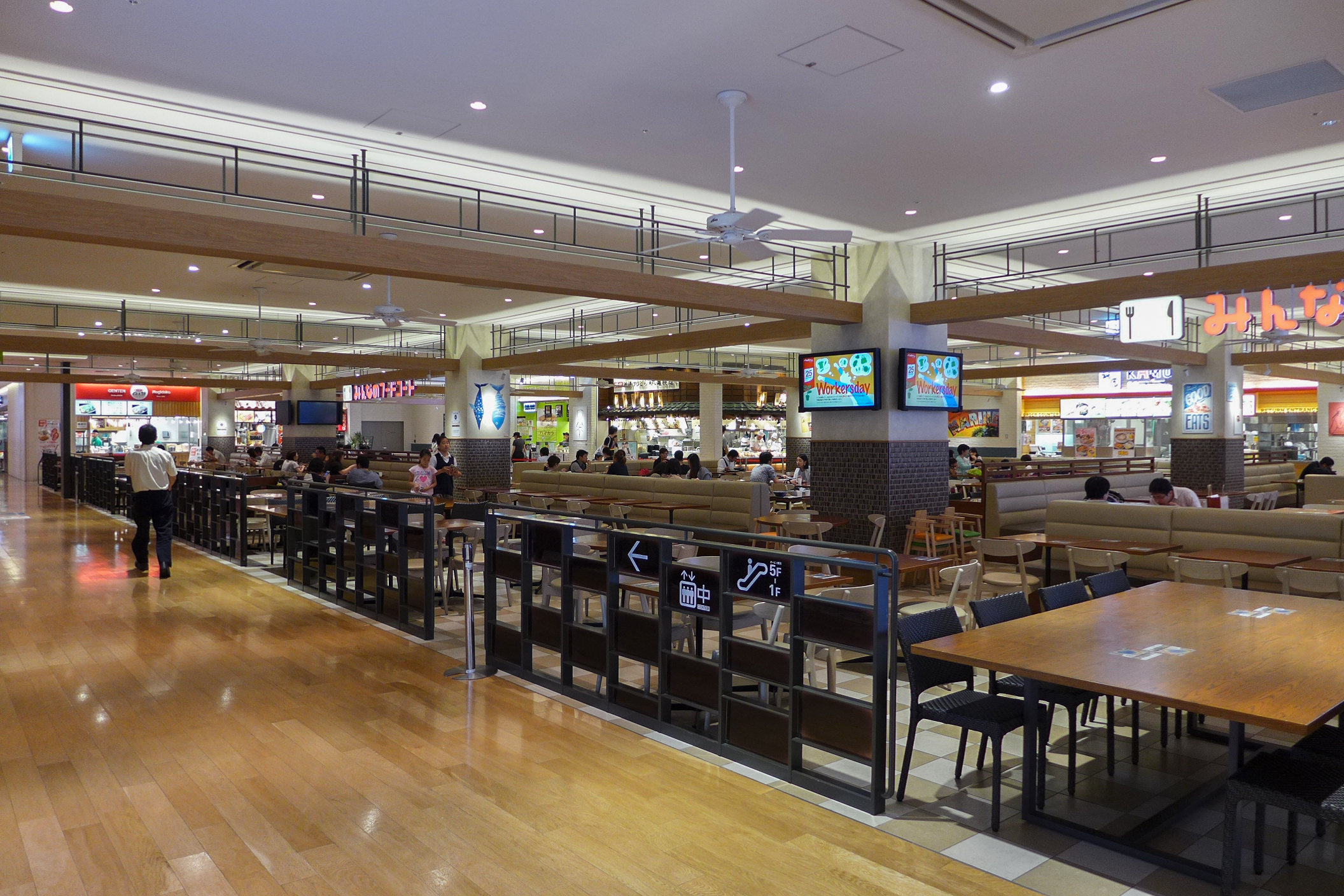
4F レストラン・ショールーム （2015年5月）
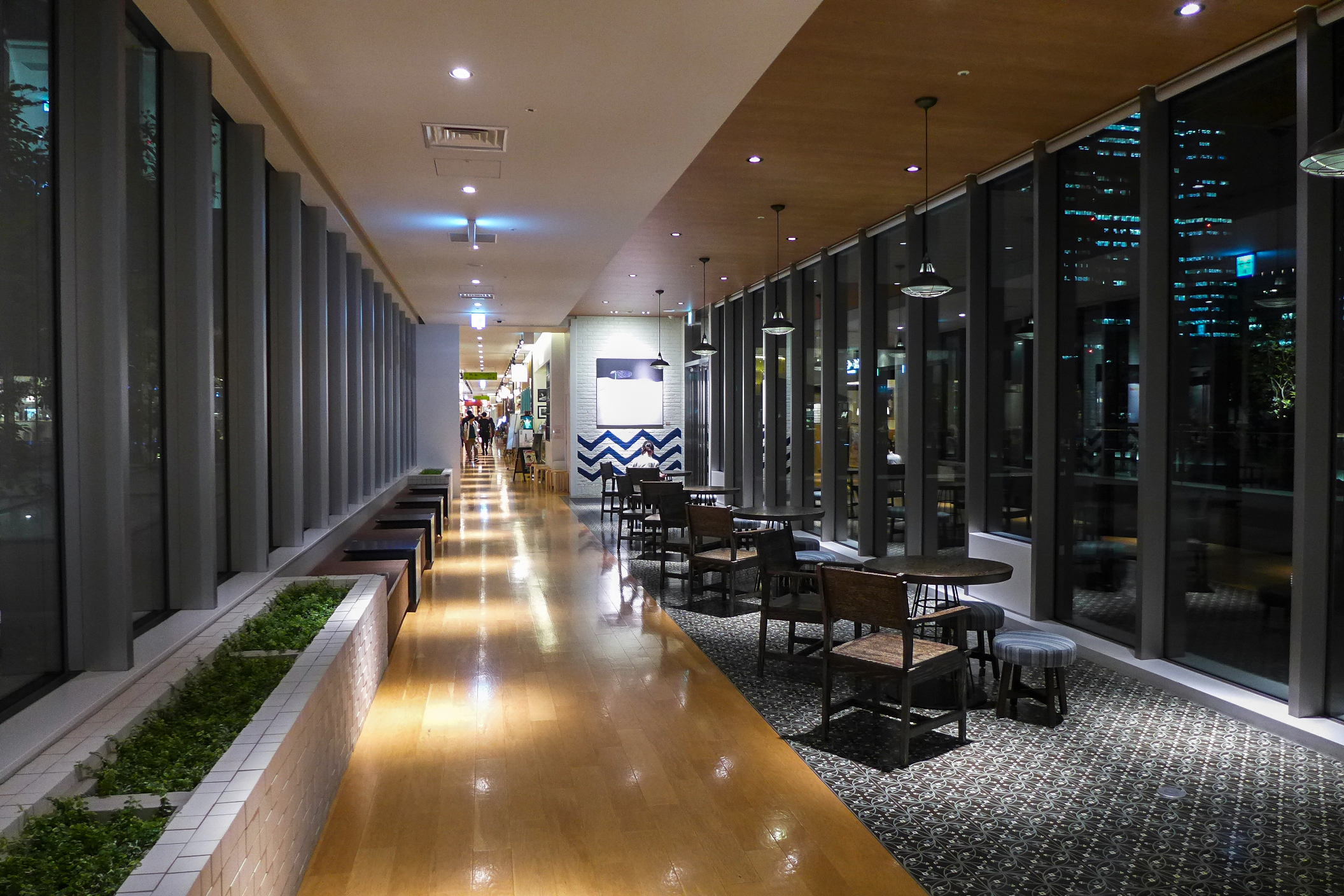
4F レストエリア (休憩スペース) （2015年5月）
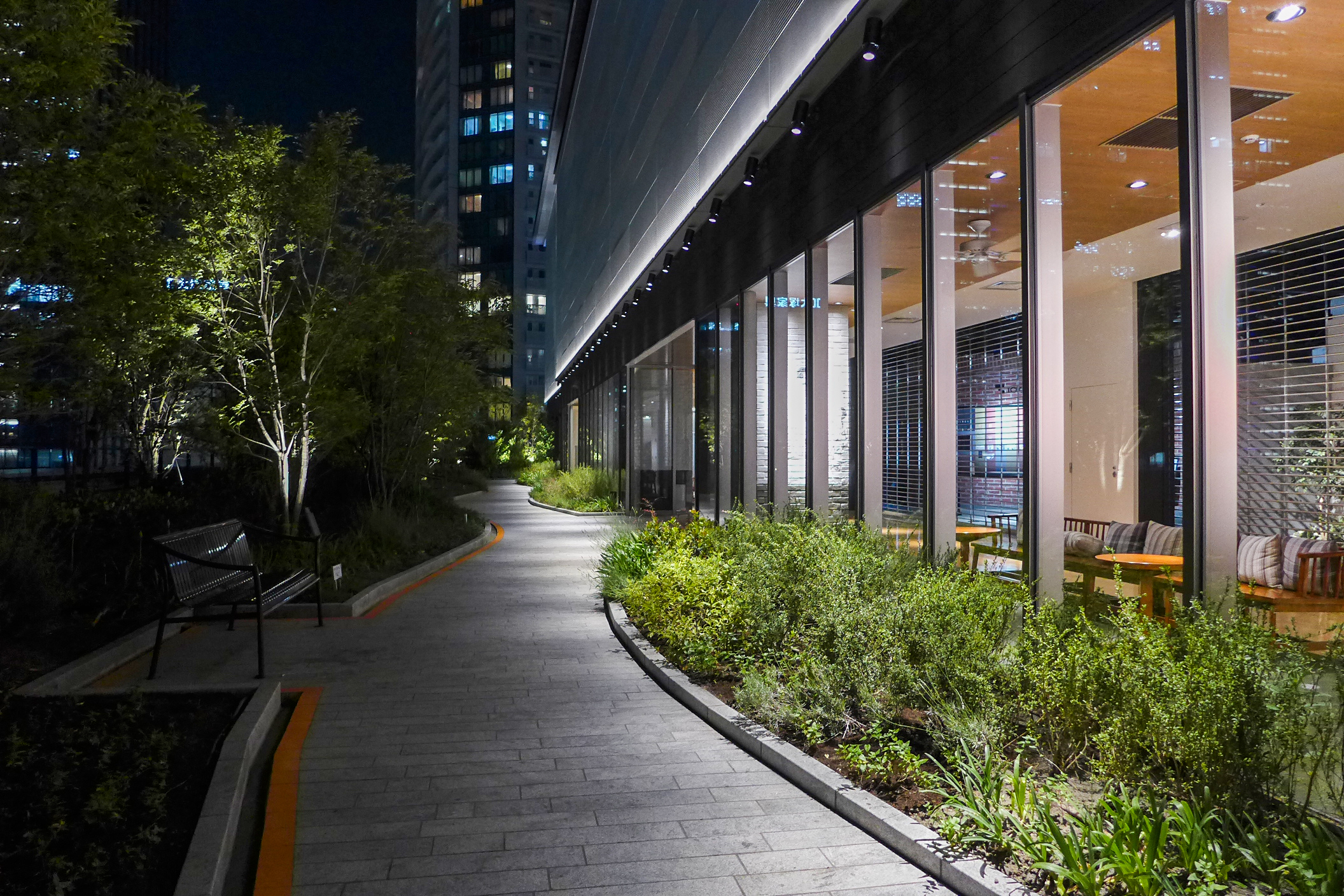
4F ひだまりテラス (屋外) （2015年5月）

5F みんなの庭（屋上庭園）

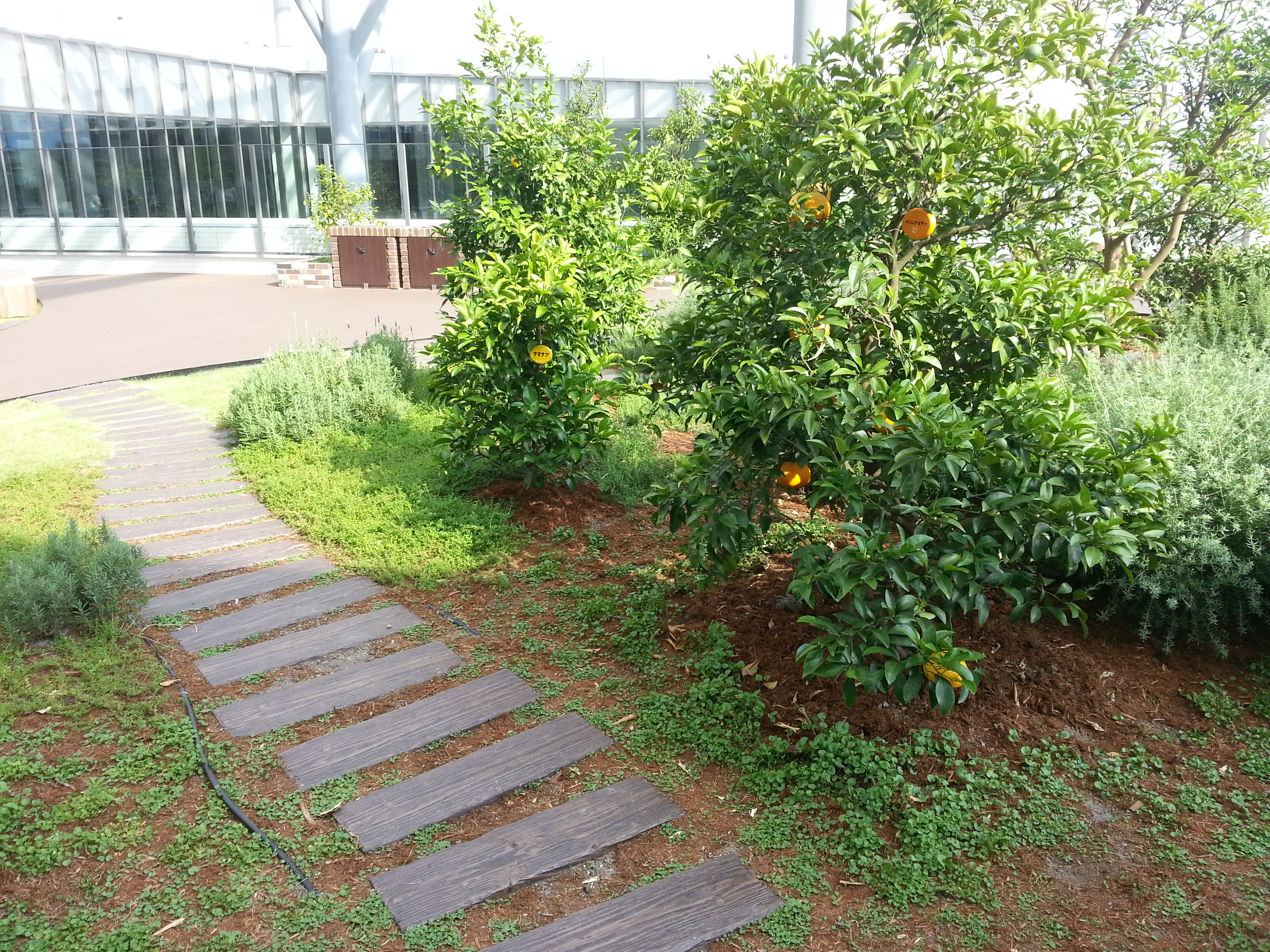
果樹園（2013年7月）
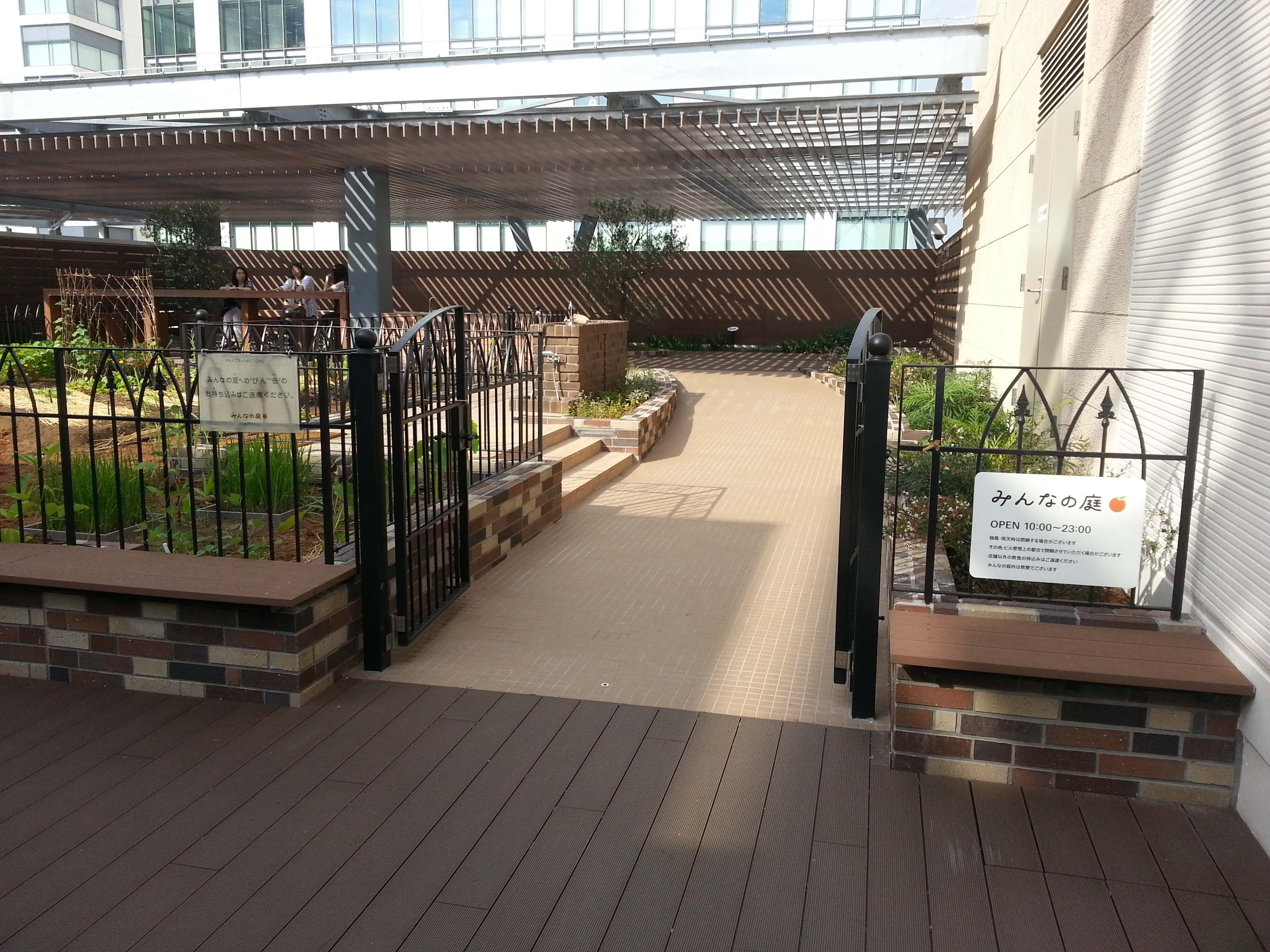
菜園（2013年7月）
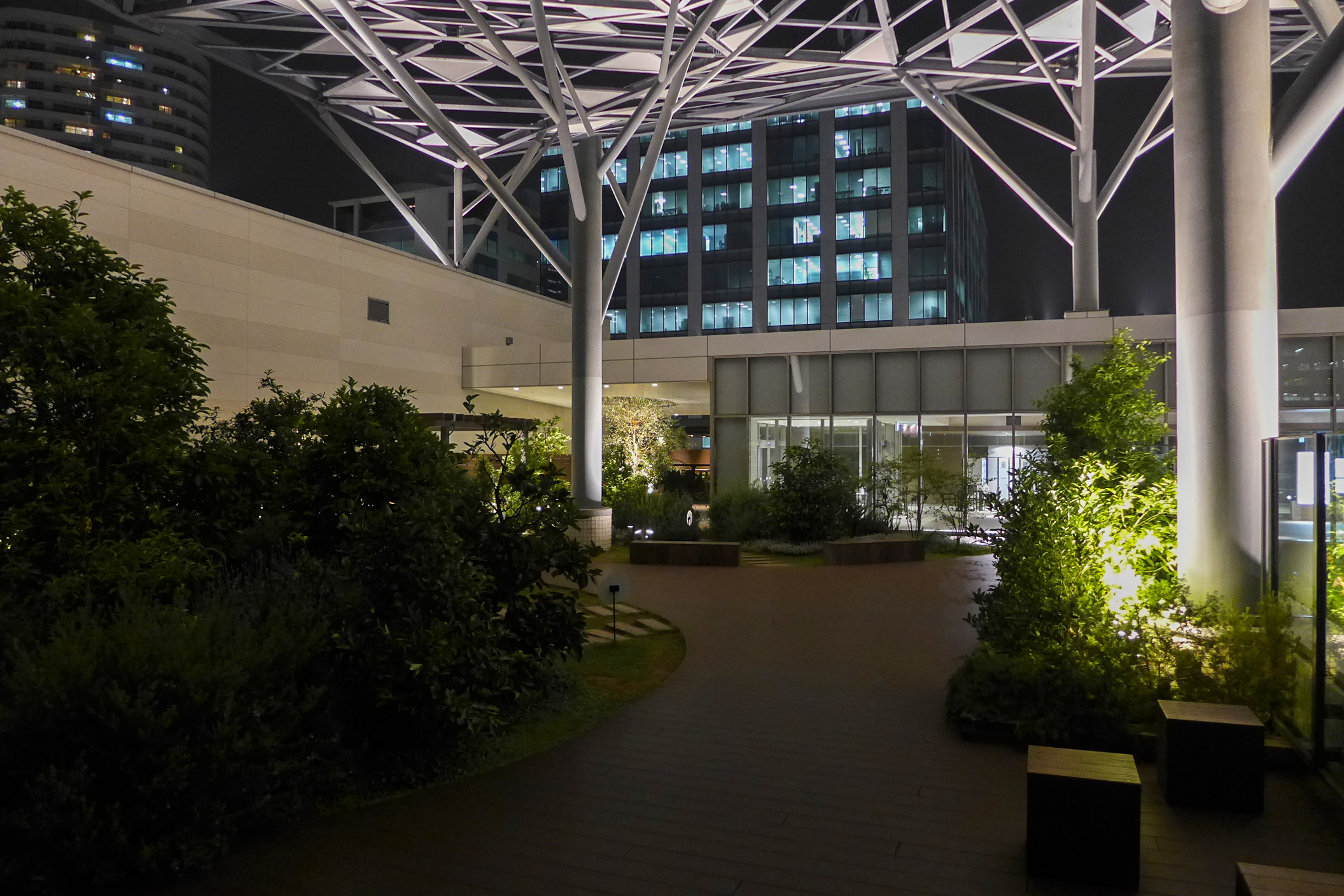
果樹園付近の様子（2015年5月）
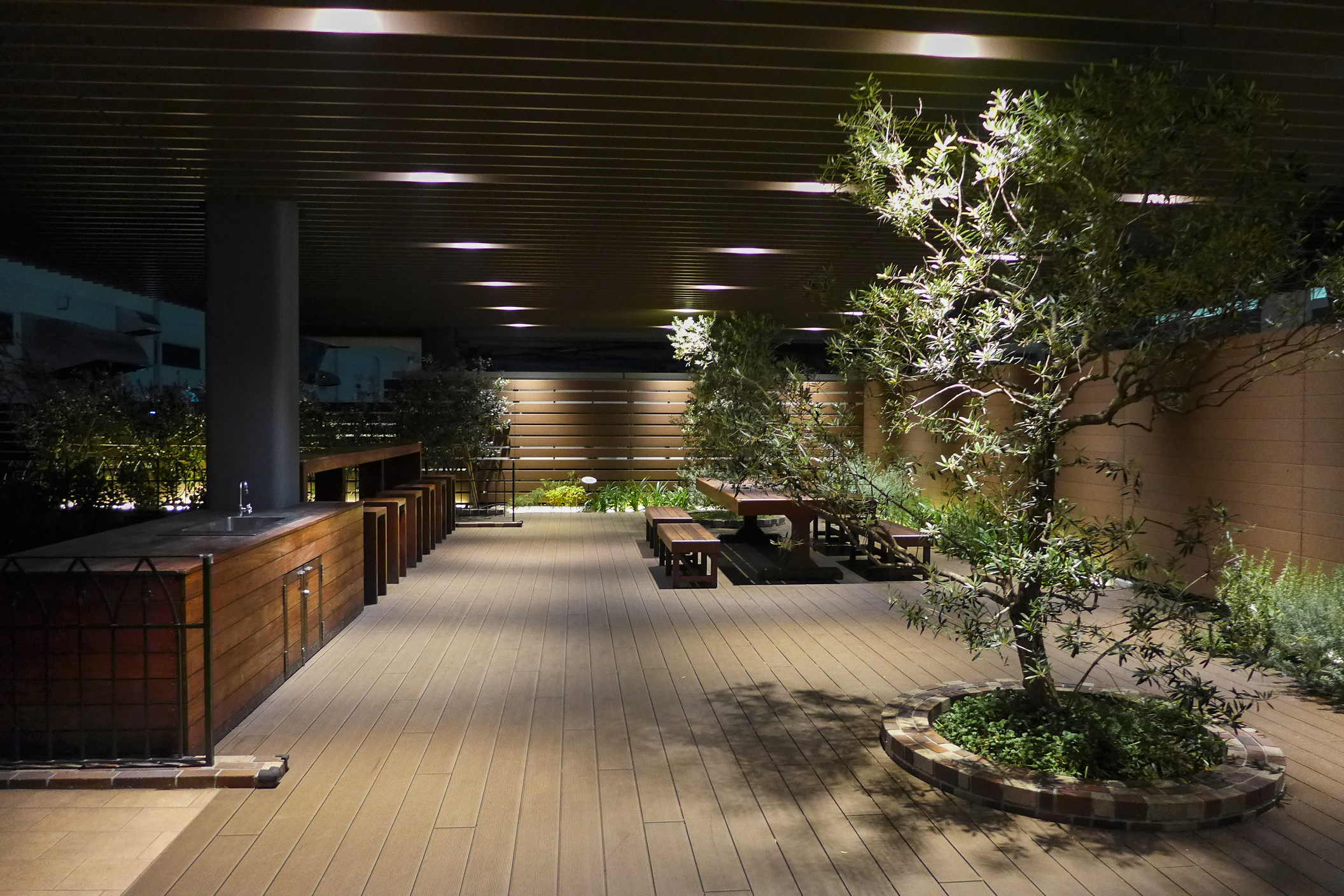
菜園付近の休憩スペース （2015年5月）

## シネマコンプレックス
ローソン・ユナイテッドシネマ STYLE-S みなとみらい（ローソン・ユナイテッドシネマ スタイルエス みなとみらい）は、ローソン・ユナイテッドシネマが運営するシネマコンプレックス。MARK IS みなとみらい5階のOrbi Yokohama跡地で2024年4月26日に開業した。ユナイテッド・シネマから社名変更したローソン・ユナイテッドシネマとしては初の新規出店であり、“STYLE-S”はその次世代ブランド名である。
スクリーン数は12、座席数は1,050（車椅子スペース含む）。座席数100以下のスクリーンが中心だが、廊下の上に映写機を置くなどしてスペースの効率化を図っている。メインの12番スクリーン（298席）はOrbi Yokohamaの大型湾曲スクリーン「シアター23.4」のスペースを利用している。
座席には没入型音響体感システム「FLEXOUND Augmented Audio」（フレックスサウンド・オーギュメント・オーディオ）を内蔵。国内ではユナイテッド・シネマ アクアシティお台場で導入済みだが、全スクリーン・全席に導入（通常の映画鑑賞料金で利用可能）する劇場は世界初である。また、革張りの「音響体感プレミアムシート」も特別料金で用意する。
| No. | 座席数 | 座席数     | 座席数 | 画面サイズ(m) | 設備            |
| No. | 一般   | プレミアム | 車椅子 | 画面サイズ(m) | 設備            |
| --- | ------ | ---------- | ------ | ------------- | --------------- |
| 1   | 61     | 8          | 2      | 8.0 × 3.4     | 7.1ch           |
| 2   | 98     | 16         | 2      | 12.5 × 5.3    | 7.1ch           |
| 3   | 51     | 8          | 2      | 9.4 × 3.9     | 7.1ch           |
| 4   | 50     | 6          | 2      | 5.6 × 2.4     | 7.1ch           |
| 5   | 73     | 8          | 2      | 9.2 × 3.9     | 7.1ch REAL D 3D |
| 6   | 65     | 8          | 2      | 11.0 × 5.9    | 7.1ch           |
| 7   | 46     | 8          | 2      | 7.2 × 3.0     | 7.1ch           |
| 8   | 56     | 9          | 2      | 7.5 × 3.1     | 7.1ch           |
| 9   | 63     | 8          | 2      | 8.0 × 3.4     | 7.1ch           |
| 10  | 49     | 8          | 2      | 6.0 × 2.5     | 7.1ch           |
| 11  | 31     |            | 2      | 4.0 × 1.7     | 7.1ch           |
| 12  | 270    | 24         | 4      | 18.4 × 7.7    | 7.1ch           |

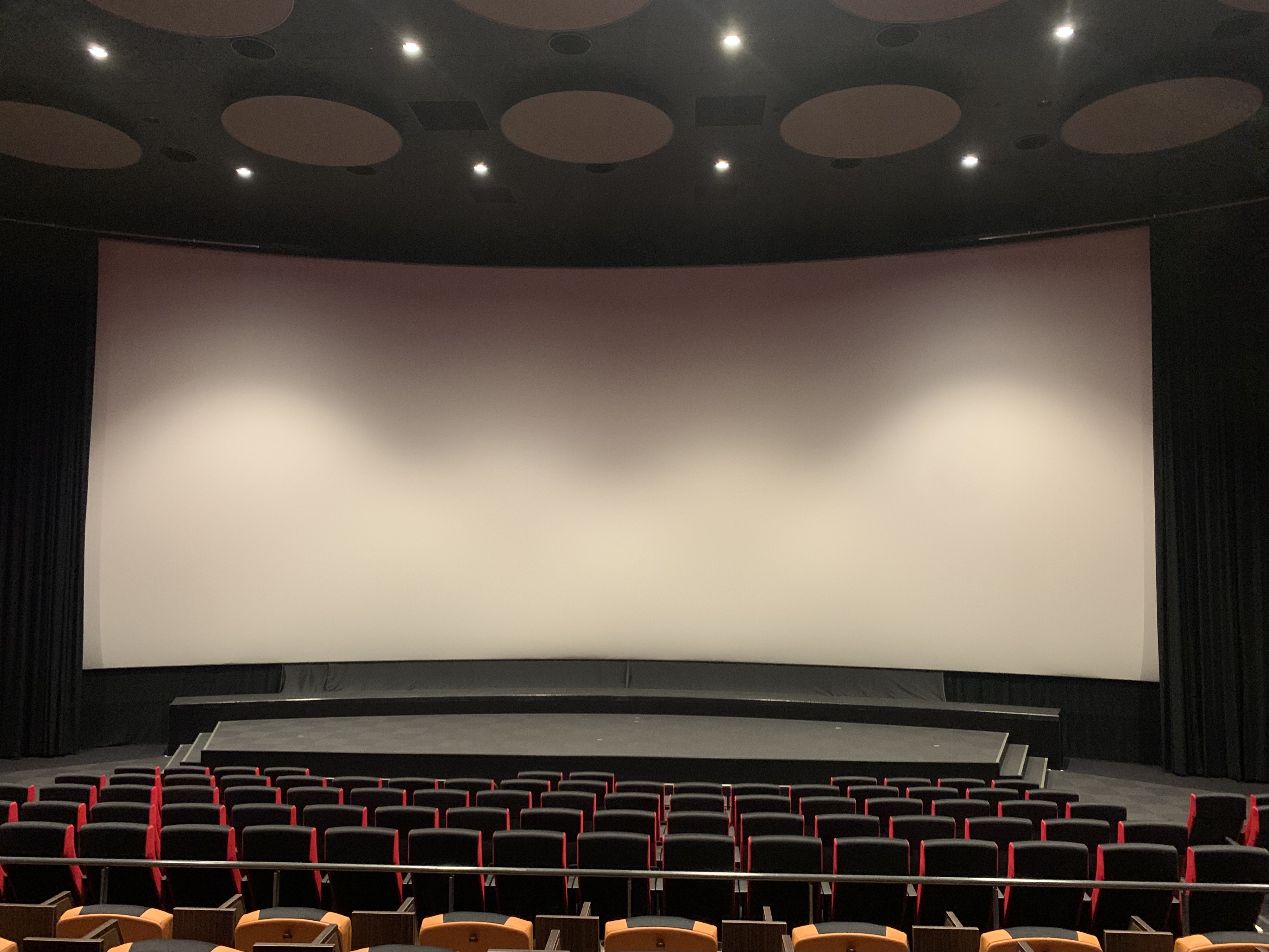
旧Orbi Yokohamaのシアター23.4を改装利用しているスクリーン12（2024年5月）
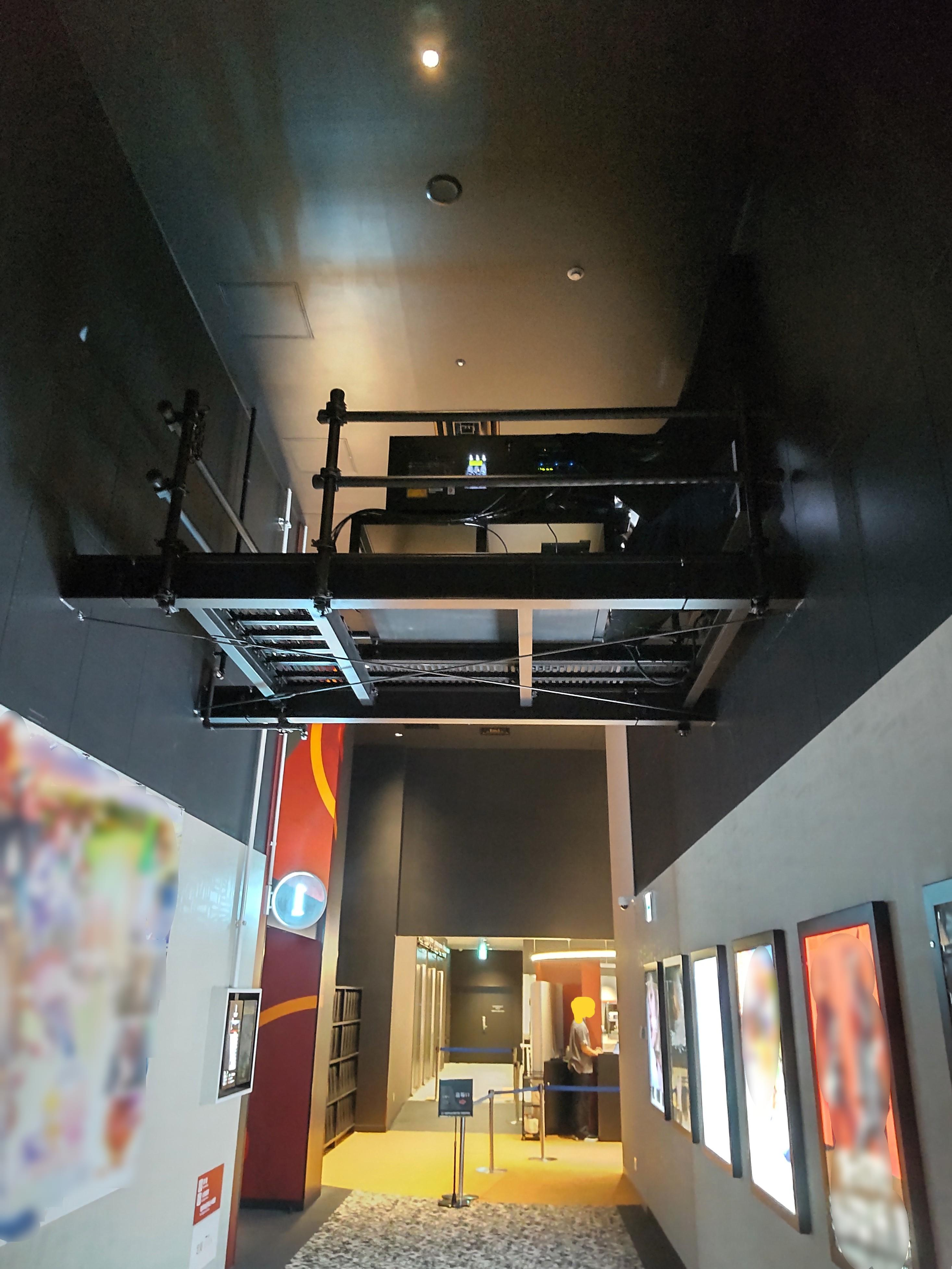
通路の上に設置された映写機（2024年5月）
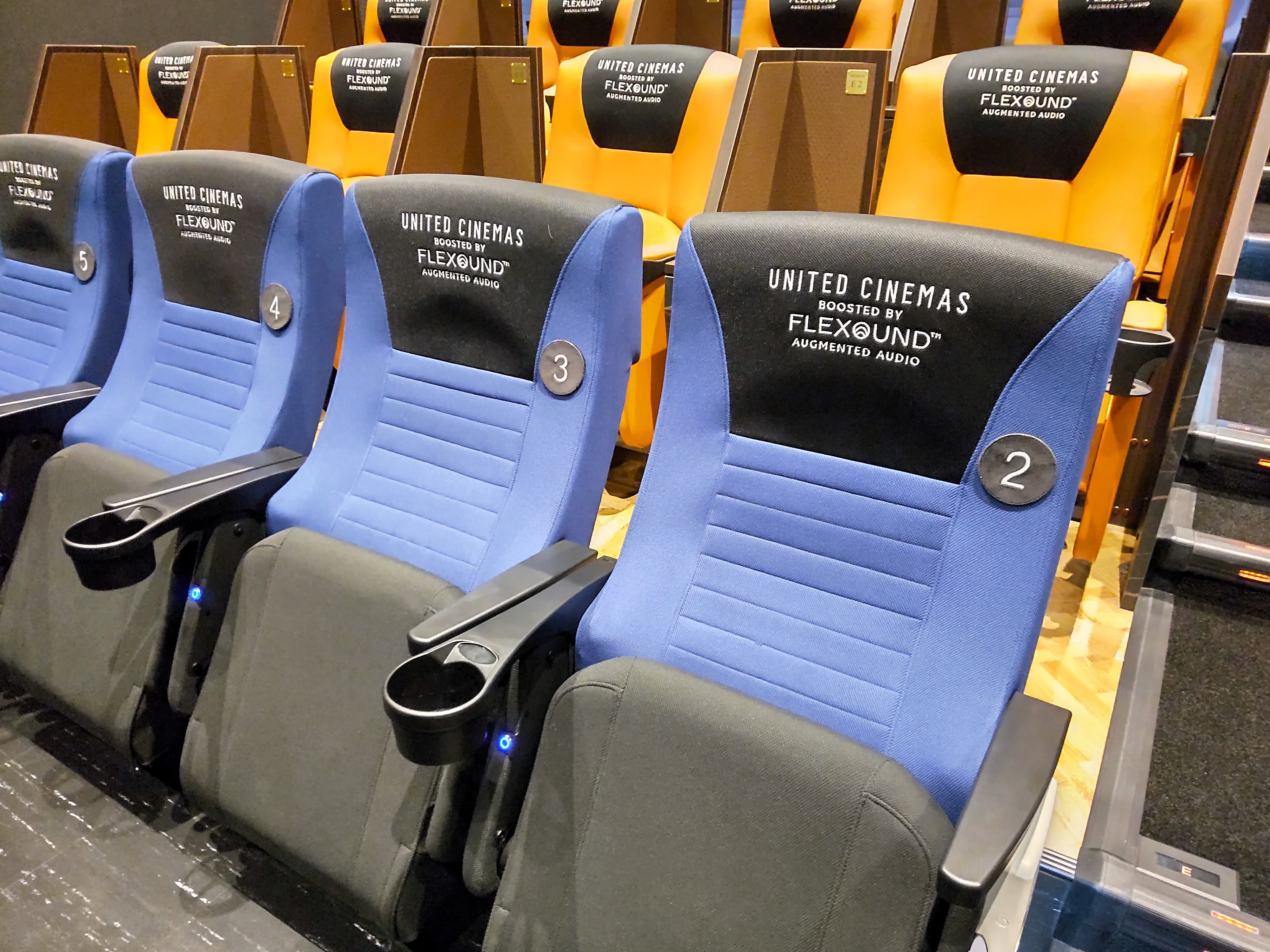
FLEXOUNDシート 青が通常席・オレンジがプレミアムシート（2024年5月）

## オープンカフェ
2013年9月にスタートした屋外の公共空間でオープンカフェを開設する「ソフトカフェみなとみらい」が、当施設のグランモール公園側にあるスペースでも実施されている。

## ライトアップ
夜間には間接照明などにより建物のライトアップが行われる。ライトアップは夕暮れ後の「暮」から物販店閉店後（飲食店のみ営業）の「宵」、帰路に就く時間の「真夜」と時間帯によって変化する。

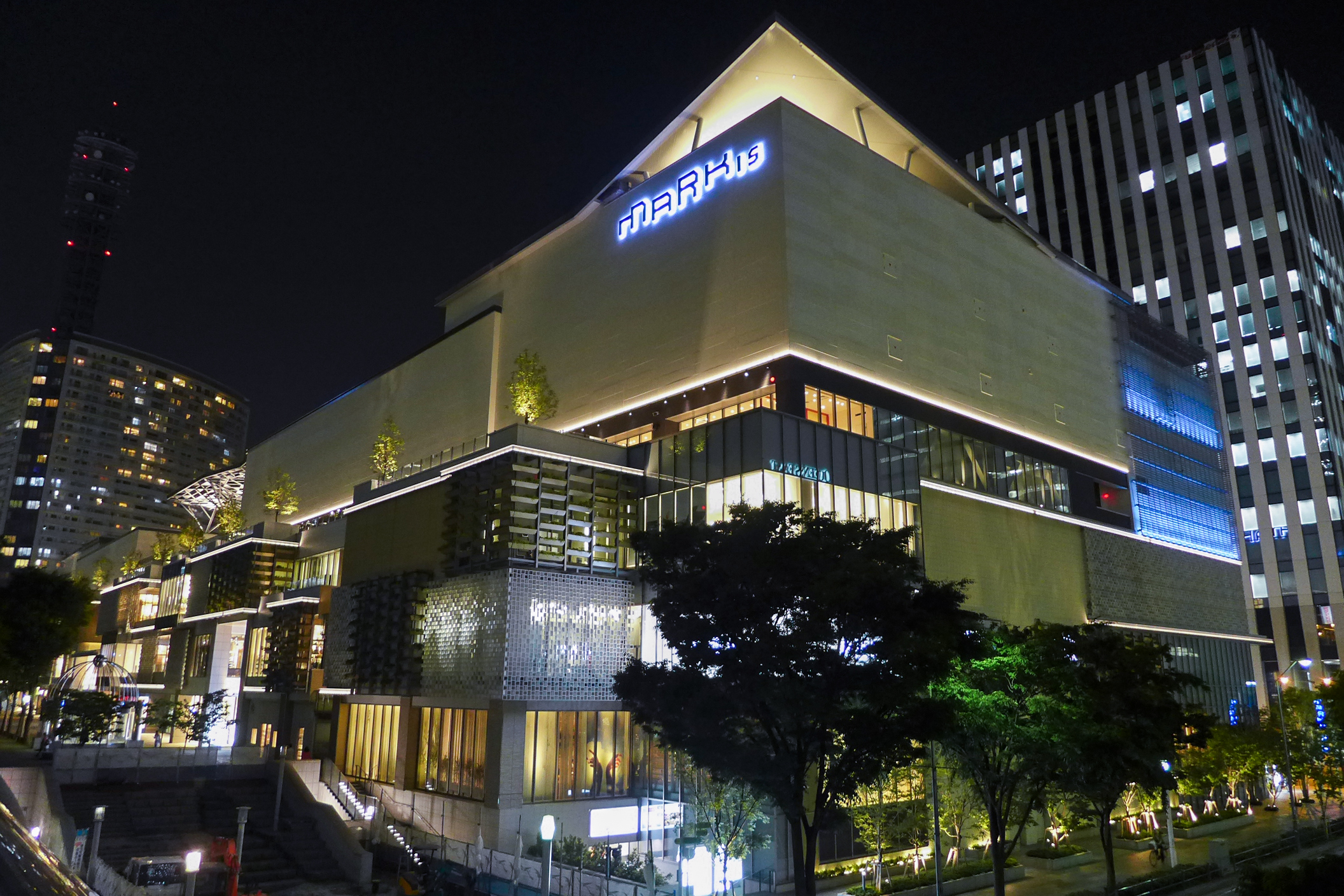
間接照明を使用したライトアップ（2015年5月）
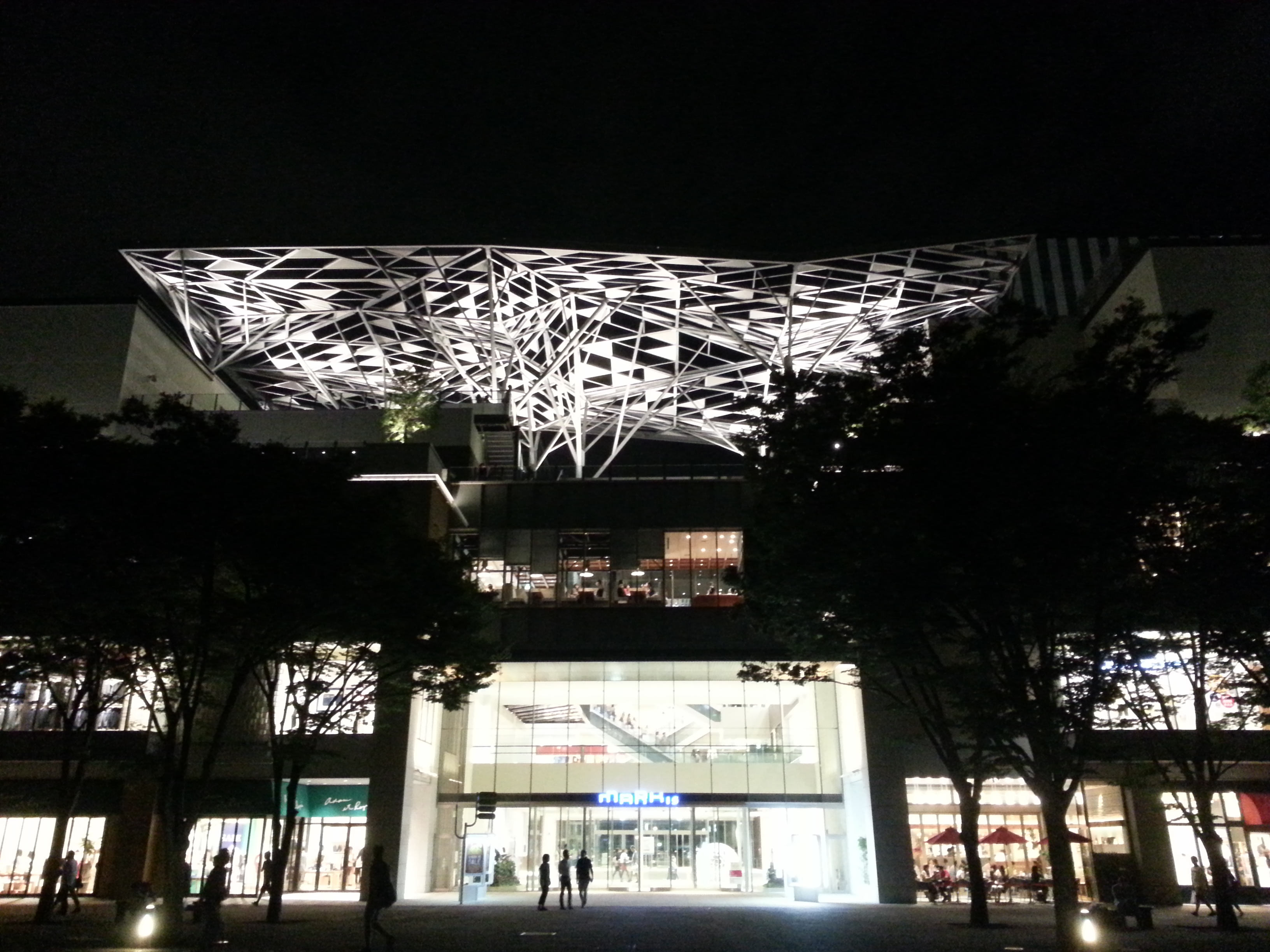
建物上部の「こもれびルーフ」も照らされる（2013年7月）
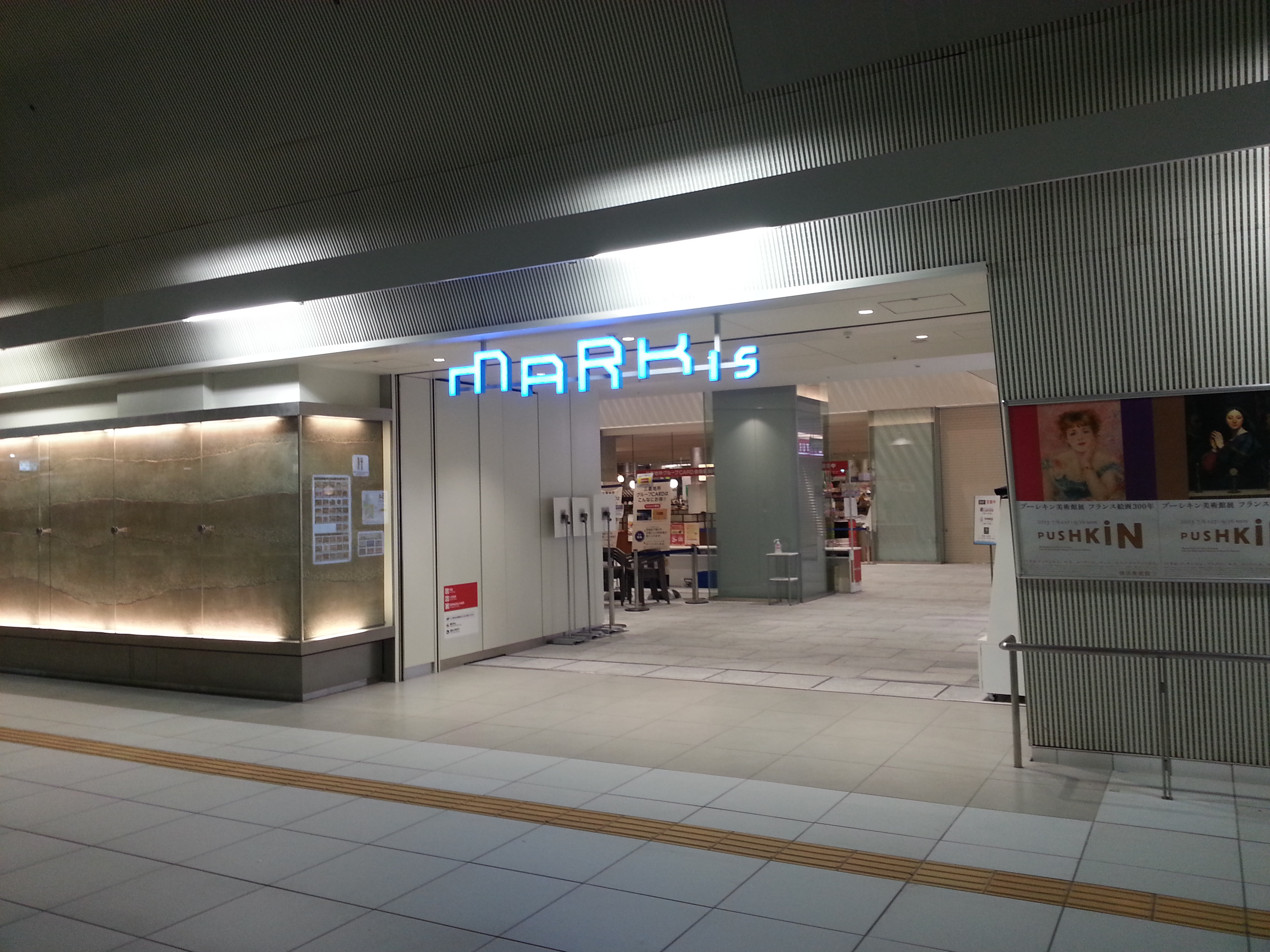
地下4階のみなとみらい駅直結連絡口（2013年6月）